# Oost- en Westgeerpolder
De Oost- en Westgeerpolder is een polder en een voormalig waterschap in de gemeente Alphen aan den Rijn (voorheen Rijnwoude, daarvoor Hazerswoude) in de Nederlandse provincie Zuid-Holland. Het waterschap was verantwoordelijk voor de vervening, drooglegging en later de waterhuishouding in de polder. De Oost en West polder wordt doorsneden door de Oostvaart.
In 1847 werd een deel van de polder afgescheiden en bij de Kleine Droogmakerij gevoegd. De Kleine Droogmakerij ligt direct ten zuiden van de Oost- en Westgeerpolder.